# Vladimir Fran Mažuranić
Vladimir Fran Mažuranić (Novi, 28 marzo 1859 – Berlino, 21 agosto 1928) è stato uno scrittore croato, rappresentante la saldatura tra la vecchia letteratura croata e il modernismo.

## Biografia

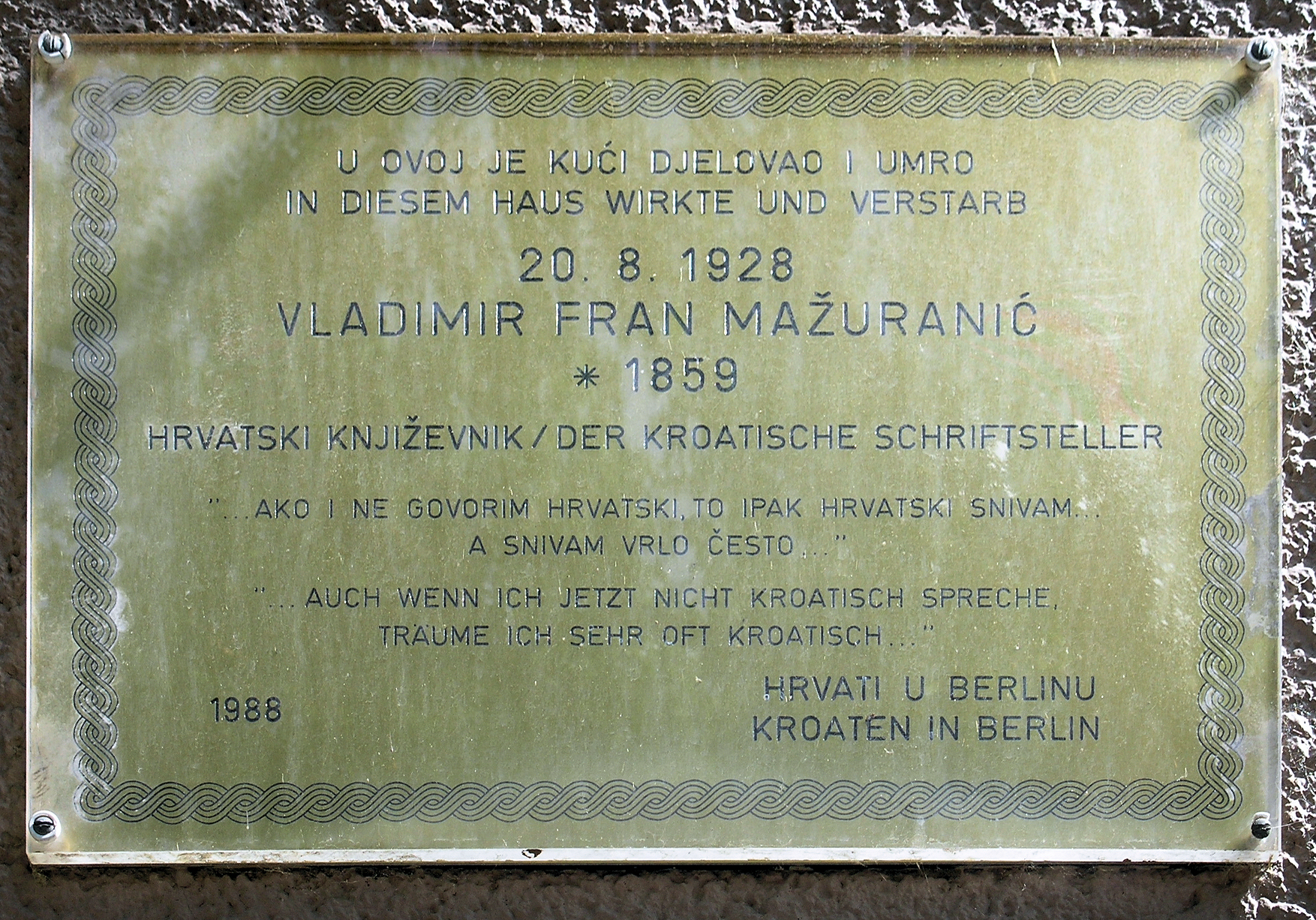
Targa commemorativa di Vladimir Fran Mažuranić, a Berlino

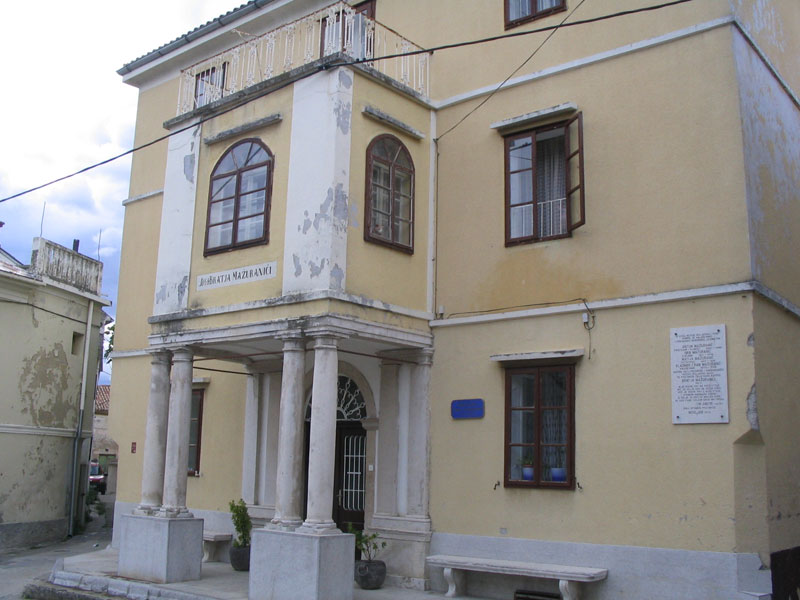
Casa d nascita di Vladimir Fran Mažuranić

Vladimir Fran Mažuranić, figlio dello scrittore di viaggio Matija, cugino del giurista e storico Vladimir Mažuranić, ultimò la scuola elementare nella sua città natale, dopo di che frequentò per quattro anni la scuola superiore a Zagabria. Proseguì i suoi studi alla Università tecnica di Praga, ma ben presto lasciò gli studi per iscriversi alla Scuola ufficiale di ussari in Moravia.
Mažuranić completò la Scuola di cavalleria in Moravia (Hranice), prestò servizio nelle guarnigioni in Slovenia e in Croazia, ottenne il grado di cavaliere, ma abbandonò l'esercito nel 1900 a causa del suo disagio e di una sua assenza ingiustificata, dopodiché viaggiò per il mondo e tornò in patria.
Già durante gli anni del militare si dedicò alla letteratura, pubblicando sulla rivista Vienac (1885-1886) delle brevi prose poetiche, ispirate dai Senilia di Ivan Sergeevič Turgenev e dai Piccoli poemi in prosa (Petiti poemes en prose) di Charles Baudelaire, raccolti successivamente nel libro Fogliame (Lišće, 1887).
Sempre sulla rivista Vienac pubblicò, nel 1888, una seconda raccolta di prose, intitolata Nuovo fogliame (Novo lišće, 1888).
Durante la prima guerra mondiale lavorò come interprete per i prigionieri di guerra serbi.
Dopo quasi quarant'anni Mažuranić diede alle stampe il suo nuovo lavoro, il libro di prose intitolato Dall'alba al tramonto (Od zore do mraka, 1927).
Tutte le sue opere si caratterizzarono per la raccolta di approfondimenti su tematiche varie, che vanno dai sentimenti personali alle riflessioni filosofiche, dalle riflessioni sugli eventi sociali al patriottismo, dai diari di viaggio agli aforismi.
Le prime due raccolte si contraddistinsero per la serenità e la levità, invece la terza fu intrisa dalle angosce presenti nello scrittore durante la sua ricerca di una pace interiore che non riuscì a raggiungere nel suo continuo viaggio intorno al mondo.
Gli scritti di Mažuranić ottennero consensi ed apprezzamenti positivi, per l'originalità della forma, la musicalità della prosa, l'elevatezza stilistica, la profondità e la sincerità espositiva.
Vladimir Fran Mažuranić morì nel 1928 a Berlino.

## Opere
- Fogliame (Lišće, 1887);
- Nuovo fogliame (Novo lišće, 1888);
- Dall'alba al tramonto (Od zore do mraka, 1927).